# Fabien Lemoine
Fabien Lemoine (Fougères, Bretaña, 16 de marzo de 1987) es un exfutbolista francés que jugaba de mediocampista.

## Selección
Fue internacional con la selección sub-21  en una ocasión.

## Estadísticas

### Clubes
| Club                        | Div.          | Temporada     | Liga  | Liga  | Copas nacionales | Copas nacionales | Torneos internacionales | Torneos internacionales | Total | Total |
| Club                        | Div.          | Temporada     | Part. | Goles | Part.            | Goles            | Part.                   | Goles                   | Part. | Goles |
| --------------------------- | ------------- | ------------- | ----- | ----- | ---------------- | ---------------- | ----------------------- | ----------------------- | ----- | ----- |
| Stade Rennais F. C. Francia | 1.ª           | 2007-08       | 18    | 1     | 2                | 1                | ―                       | ―                       | 20    | 2     |
| Stade Rennais F. C. Francia | 1.ª           | 2008-09       | 38    | 0     | 6                | 0                | 4                       | 0                       | 48    | 0     |
| Stade Rennais F. C. Francia | 1.ª           | 2009-10       | 31    | 0     | 2                | 0                | ―                       | ―                       | 33    | 0     |
| Stade Rennais F. C. Francia | 1.ª           | 2010-11       | 18    | 0     | 2                | 0                | ―                       | ―                       | 20    | 0     |
| Stade Rennais F. C. Francia | Total club    | Total club    | 105   | 1     | 12               | 1                | 4                       | 0                       | 121   | 2     |
| A. S.Saint-Étienne Francia  | 1.ª           | 2011-12       | 27    | 0     | 3                | 0                | ―                       | ―                       | 30    | 0     |
| A. S.Saint-Étienne Francia  | 1.ª           | 2012-13       | 35    | 1     | 6                | 0                | ―                       | ―                       | 41    | 1     |
| A. S.Saint-Étienne Francia  | 1.ª           | 2013-14       | 35    | 2     | 2                | 0                | 3                       | 0                       | 40    | 2     |
| A. S.Saint-Étienne Francia  | 1.ª           | 2014-15       | 35    | 2     | 5                | 0                | 8                       | 0                       | 48    | 2     |
| A. S.Saint-Étienne Francia  | 1.ª           | 2015-16       | 33    | 0     | 1                | 0                | 9                       | 0                       | 43    | 0     |
| A. S.Saint-Étienne Francia  | 1.ª           | 2016-17       | 16    | 0     | 2                | 0                | 6                       | 1                       | 24    | 1     |
| A. S.Saint-Étienne Francia  | Total club    | Total club    | 181   | 5     | 19               | 0                | 26                      | 1                       | 226   | 6     |
| F. C. Lorient Francia       | 2.ª           | 2017-18       | 32    | 2     | 3                | 0                | ―                       | ―                       | 35    | 2     |
| F. C. Lorient Francia       | 2.ª           | 2018-19       | 32    | 1     | 1                | 0                | ―                       | ―                       | 33    | 1     |
| F. C. Lorient Francia       | 2.ª           | 2019-20       | 25    | 0     | 1                | 0                | ―                       | ―                       | 26    | 0     |
| F. C. Lorient Francia       | 1.ª           | 2020-21       | 30    | 1     | 2                | 0                | ―                       | ―                       | 32    | 1     |
| F. C. Lorient Francia       | 1.ª           | 2021-22       | 21    | 0     | 0                | 0                | ―                       | ―                       | 21    | 0     |
| F. C. Lorient Francia       | Total club    | Total club    | 140   | 4     | 7                | 0                | 0                       | 0                       | 147   | 4     |
| F. C. Versailles 78 Francia | 3.ª           | 2022-23       | 25    | 1     | 0                | 0                | ―                       | ―                       | 25    | 1     |
| F. C. Versailles 78 Francia | Total club    | Total club    | 25    | 1     | 0                | 0                | 0                       | 0                       | 25    | 1     |
| Total carrera               | Total carrera | Total carrera | 451   | 11    | 38               | 1                | 30                      | 1                       | 519   | 13    |
| 1. 2.                       |               |               |       |       |                  |                  |                         |                         |       |       |

## Palmarés

### Títulos nacionales
| Título          | Club                | País    | Año     |
| --------------- | ------------------- | ------- | ------- |
| Copa de la Liga | A. S. Saint-Étienne | Francia | 2012-13 |